# Grégory Vacher
Pour les articles homonymes, voir Vacher (homonymie).
Grégory Vacher, né le 4 août 1985 à Libourne (Gironde) est un animateur de radio, humoriste et chroniqueur français.

## Biographie
Il intègre l'école Pigier dont il sort diplômé d'un BTS Management des Unités Commerciales en 2006. Ayant déjà affirmé une vocation artistique forte, il décide de parfaire son bagage en faisant des sketchs en première partie au Cabaret La Tomate à Bordeaux. 

### À la radio
- En juillet 2007, Grégory Vacher fait ses premiers pas à la radio où il intervient une fois pas semaine par téléphone en interprétant le personnage de Bénabar Tabac dans l'émission Les Zappeurs de Sud Radio tous les jours sur Sud Radio où l'actualité, la télévision et internet sont tournés en dérision avec les impostures téléphoniques et personnages du Cono d'Olivier Bourg.

- En 2008 : L'animateur Manu Levy, qui vient tout juste de rejoindre Fun Radio, fait appel à lui dans son émission matinale Manu à la radio ! en tant qu'auteur.
- Fin août 2009 : Vacher devient coanimateur de l'émission à la place de Micho (parti sur Europe 1).
- Fin de saison 2011 et début de saison 2012: L'émission Manu à la Radio ! s'arrête sur Fun Radio et passe sur NRJ sous le nom de Manu dans le 6/9. Toute l'équipe bascule donc sur NRJ et Vacher reste co-animateur.

- En juillet 2012 : Il annonce qu'il quitte Manu dans le 6/9, pour «partir sur de nouveaux projets»[1],[2],[3].
- Il fait une pause dans sa carrière radio pour la saison 2012-2013
- Du 23 août 2013 à juin 2019 : Il coanime la matinale Bruno Dans la Radio de Fun Radio aux côtés de Bruno Guillon, Christina Guilloton et Elliot Chemlekh. Il réalise également un canular téléphonique tous les jours, le « Vacher Time » dans lequel il piège les gens en interprétant des personnages loufoques.
- À partir de la rentrée radio 2019, il devient l'animateur principal de sa propre émission, Le Vacher Time, qu'il anime avec Anne-Sophie Supiot et Niko Papon (remplaçant de Gregory Romano) sur Fun Radio entre 16h et 19h[4].
- Pour la saison 2020/2021 l’émission est déplacée de 9h à 11h[5].
- L'émission est renouvelée pour une troisième et dernière saison en 2021/2022[6][source insuffisante].

### À la télévision
Pour la saison 2012-2013, il devient chroniqueur pour l'émission de France 4 Faut pas rater ça !.
Il intègre l'équipe de La Nouvelle Édition sur Canal+ en septembre 2013. Il y réalise un micro trottoir humoristique "La minute de contre-vérité" dans lequel il piège des gens au hasard dans la rue.

### Sur Internet
Entre 2015 et 2018 il écrit et joue dans des sketchs pour la chaîne Golden Moustache sur Youtube aux côtés de Greg Romano dans la série « Entre vous... Emoi ».
Il devient également auteur pour Greg Guillotin, écrivant avec lui des scénarios de caméras cachées pour son personnage de Bengui.
En 2015 il devient membre de la chaîne YouTube « Nou » aux côtés de Greg Guillotin, Jonathan Demayo et Will Kazazian. Il est auteur et comédien. Leur chaîne, composée de caméras cachées et de sketchs, connait rapidement un grand succès notamment grâce à leur vidéo « Escalator prank » qui sera vue plus de 15 millions de fois et reprise dans de nombreux pays du monde entier,,.